# فك التلاف

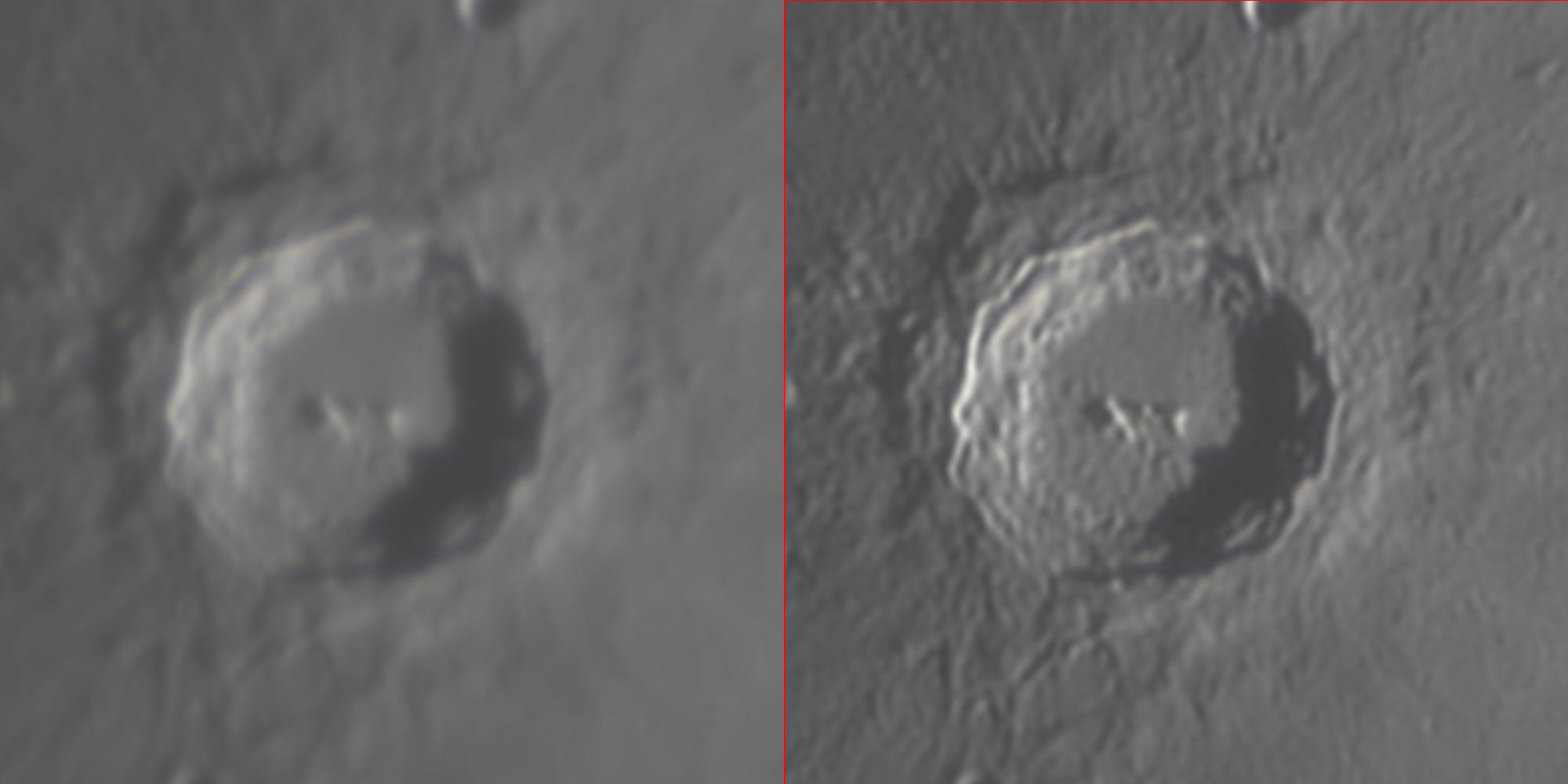

إزالة الطي أو تحليل لفات أو تفكيك الترشيح في الرياضيات، هي طريقة تعتمد على خوارزمية تستخدم لعكس تأثير الالتفاف على بيانات. يستخدم إزالة الالتفاف بشكل واسع في معالجة الإشارة ومعالجة الصور، والعديد غيرها من التطبيقات الهندسية والعلمية.
بشكل عام تكون مسألة إزالة الالتفاف من الشكل
{\displaystyle f*g=h}
حيث {\displaystyle h} هي إشارة مسجلة، {\displaystyle f} هي الإشارة التي نريد الحصول عليها ولكن تم إضافة التفاف عليها من الشكل {\displaystyle g} قبل تسجيلها. قد تمثل الدالة {\displaystyle g} دالة تحويل لجهاز القياس أو القوة المحركة التي طبقناها على النظام. إذا تمكنا من معرفة {\displaystyle g} أو على الأقل شكل {\displaystyle g} فإنه بالإمكان بسهولة تطبيق إزالة الالتفاف. إلا أنه إن لم نعرف {\displaystyle g} مسبقاً فيتوجب علينا تقديرها ويكون ذلك على الأرجح باستخدام الإحصاء.
في حال أخذ القياسات من أجهزة فيزيائية فإن الحالة تكون أقرب للشكل :
{\displaystyle (f*g)+\epsilon =h}
حيث في هذه الحالة {\displaystyle \epsilon } يمثل الضجيج على الإشارة، وإذا افترضنا أن إشارة مشوشة على أنها غير مشوشة عند تقدير {\displaystyle g} سينتج نتائج غير صحيحة، وبالتالي فإن نتيجة {\displaystyle f} ستكون غير صحيحة. وإن كان لدينا أي معلومات عن نوع الضجيج التي تعرضت له الإشارة (ضجيج أبيض مثلاً) يكون من الأسهل تقدير {\displaystyle f} باستخدام التقنية المناسبة لإزالة تأثير الضجيج.

## تطبيقات إزالة الالتفاف

### في البصريات والتصوير
في البصريات والتصوير يستخدم مصطلح إزالة الالتفاف بشكل خاص للإشارة إلى عملية عكس التشوه البصري الذي يحدث في العديد من الأجهزة البصرية مثل المجهر أو المجهر الإلكتروني أو المقراب من أجل الحصول على صورة أنقى وأوضح.
غالباً ما يتم عمل هذه باستخدام برامج حاسوبية خاصة تأتي كجزء من عملية معالجة الصور للمجاهر الرقمية.
كما يفيد إزالة الالتفاف في معالجة الصور التي تعاني من التشوه بسبب تحرك الكاميرا أثناء التصوير.